# Дмитрук, Леонтий Михайлович
Леонтий Михайлович Дмитрук (укр. Леонтій Михайлович Дмитрук; род. 11 ноября 1949 года) — советский и украинский государственный деятель, депутат Верховной рады Украины I созыва (1990—1994).

## Биография
Родился 11 ноября 1949 года. 
Окончил Уманский сельскохозяйственный институт имени М. А. Горького по специальности «агроном».
Работал директором птицефабрики «Победа» Черкасского района Черкасской области.
Являлся членом КПСС, избирался депутатом Черкасского районного совета.
В 1990 году в ходе первых альтернативных парламентских выборов в Украинской ССР был выдвинут кандидатом в народные депутаты трудовым коллективом колхоза птицефабрики «Победа» Черкасского района, 18 марта 1990 года во втором туре был избран народным депутатом Верховного совета Украинской ССР XII созыва (в дальнейшем — Верховной рады Украины I созыва) от Черкасского избирательного округа № 425 Черкасской области, набрал 57,09% голосов среди 5 кандидатов. В парламенте входил в депутатские группы «Аграрии», «Земля и воля», был членом комиссии по вопросам возрождения и социального развития села. Депутатские полномочия истекли 10 мая 1994 года.